# Granada nos Jogos Olímpicos
Granada participou pela primeira vez dos Jogos Olímpicos em 1984, e participou de todas as edições dos Jogos Olímpicos de Verão desde então.  O país possui três medalhas olímpicas conquistadas pelo mesmo atleta, Kirani James, que compete na prova dos 400 metros rasos, do atletismo. Kirani conquistou o ouro nos Jogos Olímpicos de Londres 2012, a prata, nos Jogos Olímpicos Rio 2016, e o bronze, nos Jogos Olímpicos Tóquio 2020.
O Comitê Olímpico de Granada foi criado em 1984 e reconhecido no mesmo ano, após o governo pró-Estados Unidos foi estabelecido.
Granada nunca competiu em Jogos Olímpicos de Inverno.